# Palacio Correa

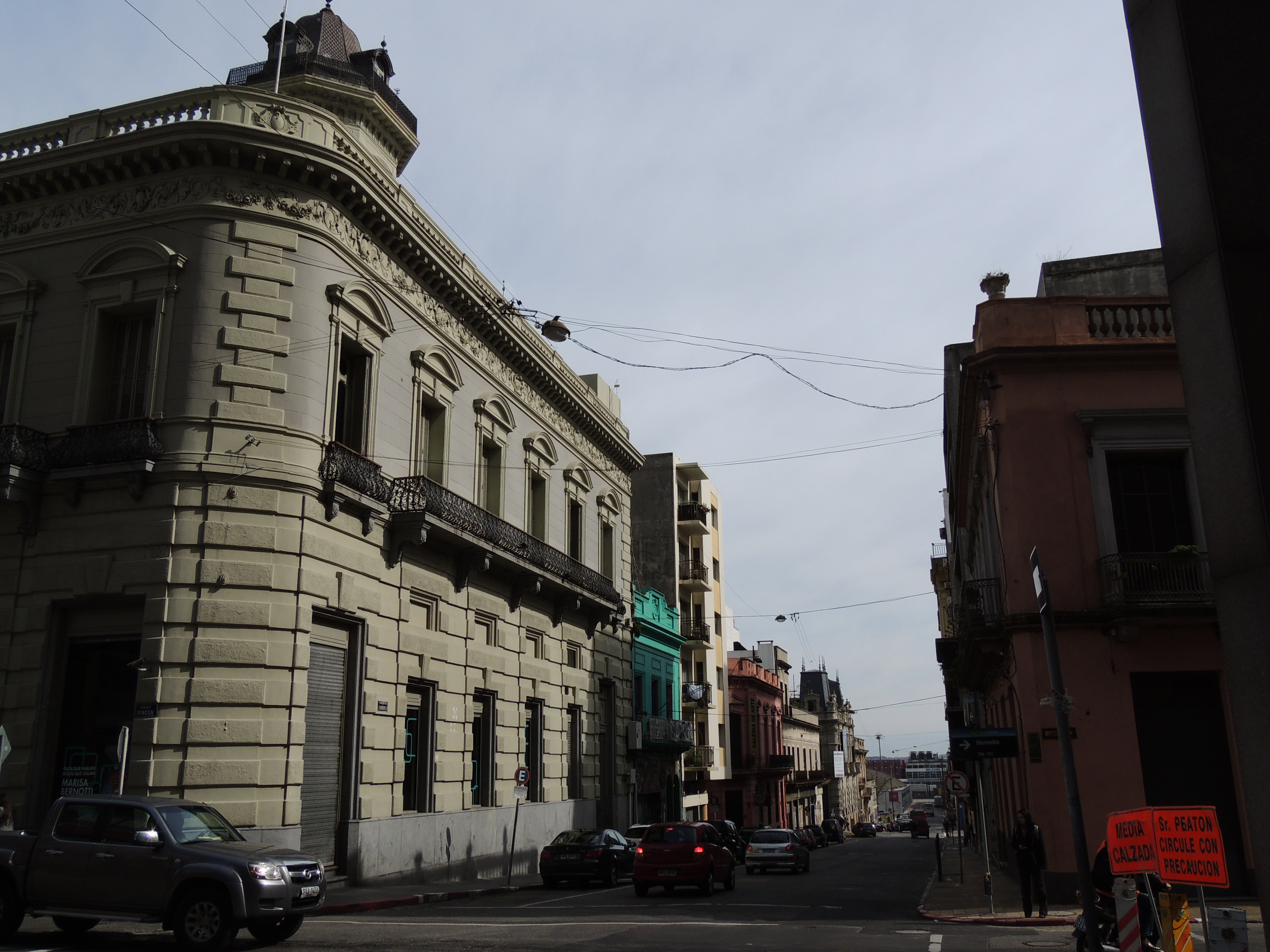
Palacio Correa

Der Palacio Correa ist ein Bauwerk in der uruguayischen Landeshauptstadt Montevideo.
Das 1890 errichtete Gebäude befindet sich in der Ciudad Vieja an der Calle Rincón 747, Ecke Ciudadela. Das Gebäude entstand aufgrund des Entwurfs des Architekten Juan Tosi. Während es ursprünglich als Wohn- und Geschäftshaus konzipiert wurde, beherbergt es mittlerweile Büros. Im Palacio Correa befindet sich der Sitz der venezolanischen Botschaft in Uruguay. Im Jahr 2007 fanden Restaurierungsarbeiten unter Leitung der Architekten I. Arcos, J. Llona und C. Pintos statt.
Seit 1975 ist das Gebäude als Monumento Histórico Nacional klassifiziert.